# Mitsuoka Viewt
La Mitsuoka Viewt est une Nissan March (la Micra en Europe), partiellement recarrossée dans le style des Jaguar Mark 2 des années 1960. Deux générations de Viewt ont à ce jour existé. Une première basée sur la March de 1992 et une seconde issue de la March de 2002.
Les portes de la March sont conservées mais toute la partie avant et la partie arrière sont entièrement redessinées. Étant un "simple" recarrossage, toute la technique est commune avec la Nissan ce qui permet de proposer d'une gamme aussi variée de moteurs essence (pas de diesel au Japon) et de versions à quatre roues motrices.

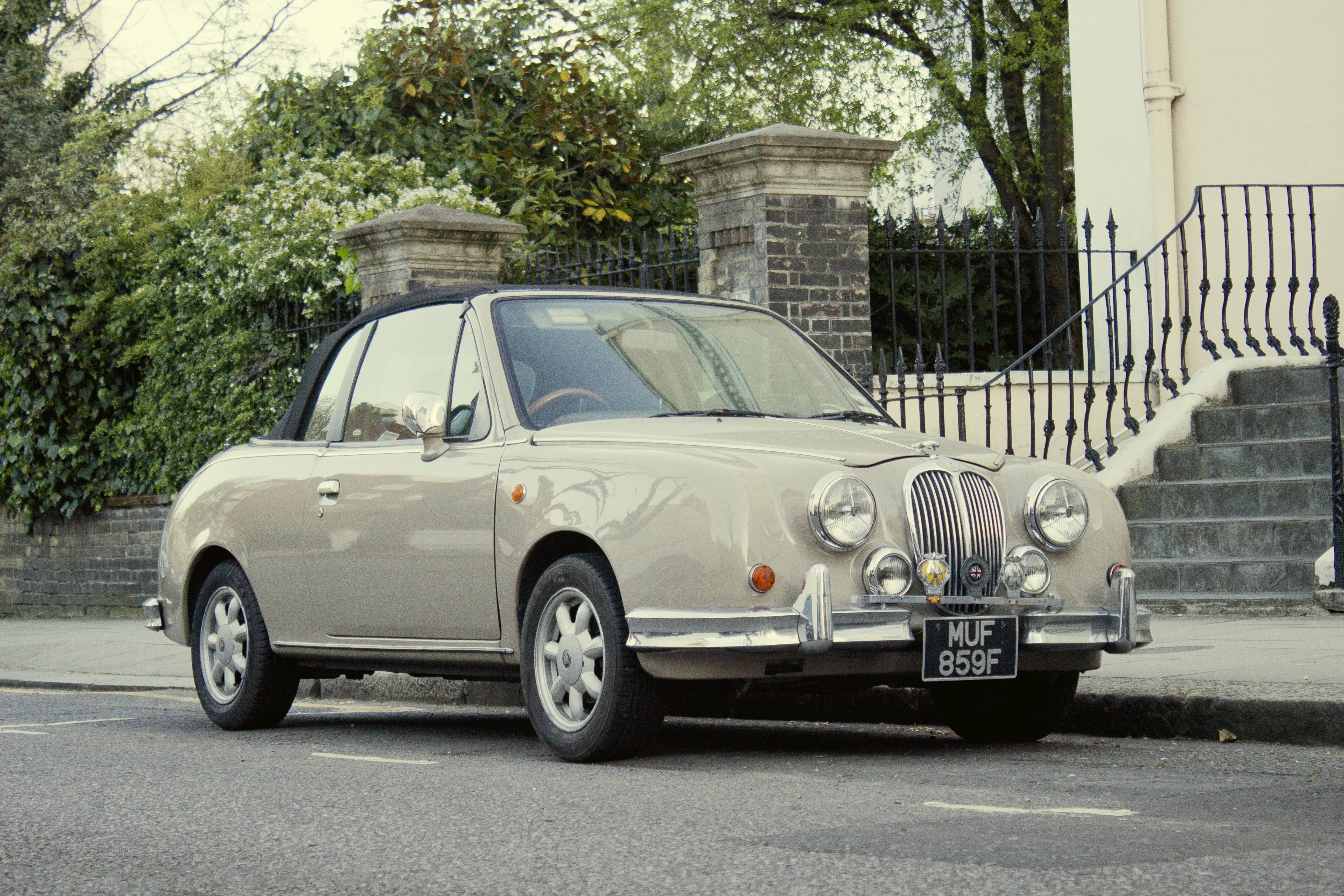
Décapotable de 1re génération
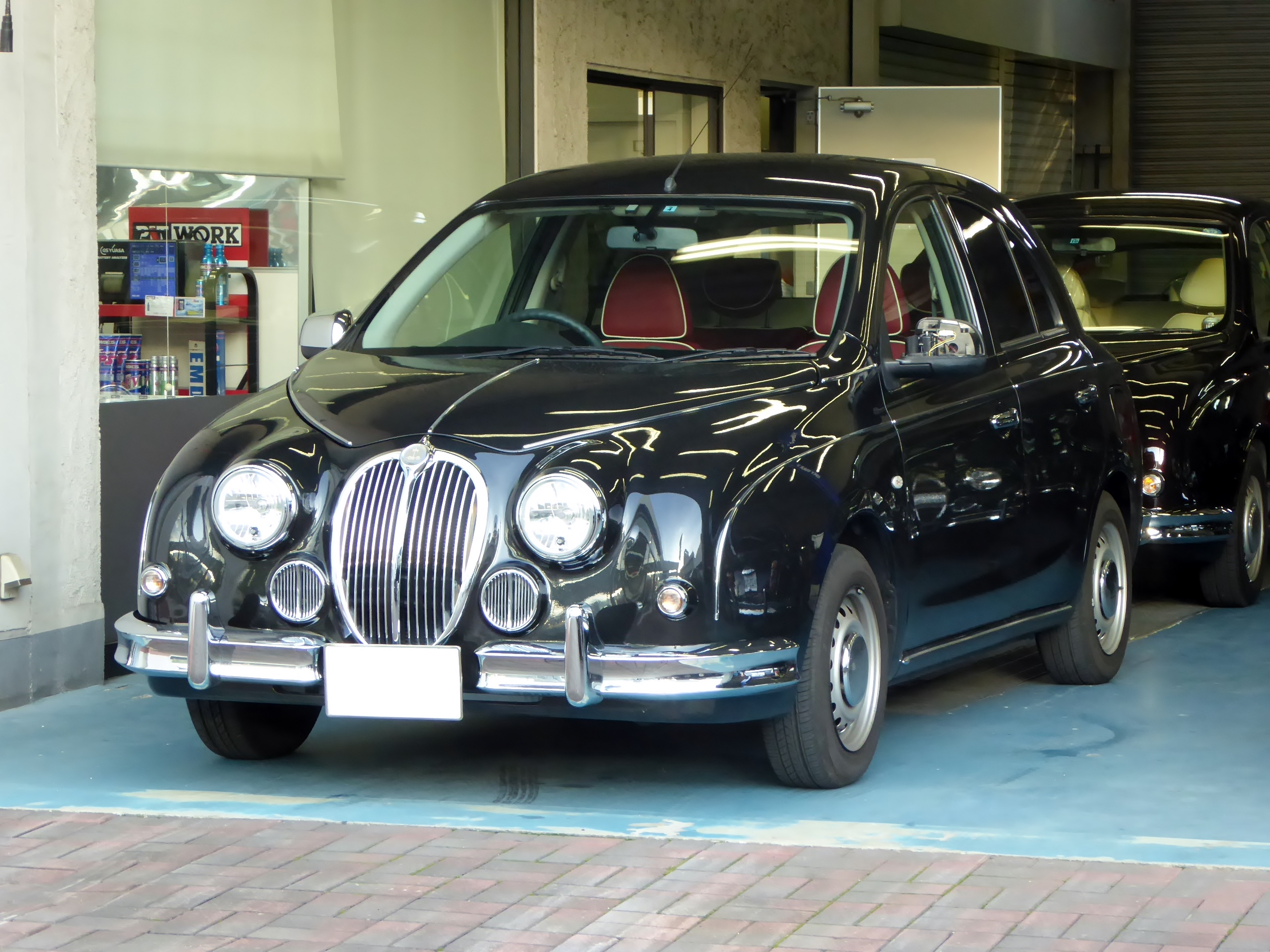
3e génération AV
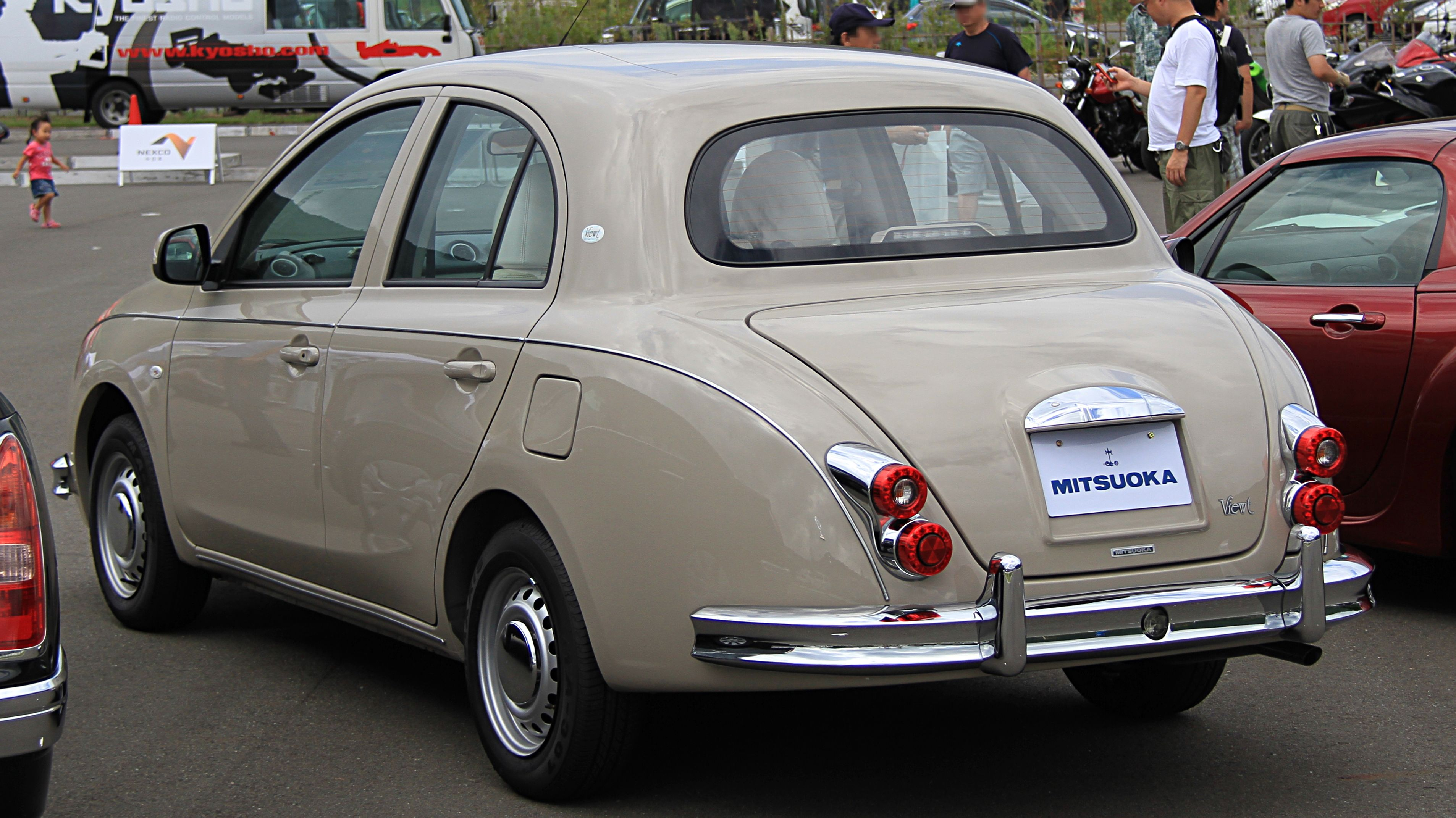
3e génération AR